# Smalltalk
Pour l’article ayant un titre homophone, voir Small Talk.
Smalltalk  est un langage de programmation orienté objet, réflexif et dynamiquement typé. Il fut l'un des premiers langages de programmation à disposer d'un environnement de développement intégré complètement graphique. Il a été créé en 1972. Il est inspiré par les langages Lisp et Simula. Il a été conçu par Alan Kay, Dan Ingals, Ted Kaehler, Adele Goldberg au Palo Alto Research Center de Xerox. Le langage a été formalisé en tant que Smalltalk-80 et est depuis utilisé par un grand nombre de personnes. Smalltalk est toujours activement développé.
Smalltalk a été d'une grande influence dans le développement de nombreux langages de programmation, dont : Objective-C, Actor (en), Java et Ruby.
Un grand nombre des innovations de l'ingénierie logicielle des années 1990 viennent de la communauté des programmeurs Smalltalk, tels que les design patterns (appliqués au logiciel), l’extreme programming (XP) et le refactoring. Ward Cunningham, l'inventeur du concept du wiki, est également un programmeur Smalltalk.

## Historique
Il existe un grand nombre de variantes de Smalltalk, comme c'est souvent le cas avec les langages de programmation. Sans autre qualificatif, le mot Smalltalk est souvent utilisé pour désigner Smalltalk-80, la première version à avoir été rendue publique en 1980.
Smalltalk est le produit d'un groupe de chercheurs conduit par Alan Kay au Palo Alto Research Center (PARC) de Xerox ; Alan Kay a conçu les premières versions de Smalltalk qui ont été implémentées par Dan Ingalls. La première version, nommée Smalltalk-71, a été créée en quelques matinées sur le pari qu'un langage de programmation basé sur l'idée d'envoi de messages inspirée de Simula pouvait être réalisé en « une page de code ».

## Concepts
Les principaux concepts de Smalltalk sont :
- « Tout est objet » : les chaînes de caractères, les entiers, les booléens, les définitions de classes, les blocs de code, les piles et la mémoire sont représentés en tant qu'objets ;
- Tout est modifiable. Le langage permet par exemple de changer d'IDE en cours d'utilisation, sans recompiler ni redémarrer l'application. De même, il est possible de créer de nouvelles instructions de contrôle dans le langage. Certaines implémentations permettent de changer la syntaxe du langage, ou la façon dont le ramasse-miettes fonctionne ;
- Le typage est dynamique, donnant ainsi une certaine concision au langage ;
- Un ramasse-miettes mémoire est intégré et transparent pour le développeur ;
- Un système de gestion d'exceptions avec reprise est fourni ;
- Les programmes Smalltalk sont généralement compilés en bytecode, exécutés par une machine virtuelle ;
- La compilation est faite à la volée : les machines virtuelles commerciales modernes compilent le bytecode vers le code machine natif de façon à obtenir de meilleures performances, une technique dont Smalltalk-80 a été le pionnier, développé par ParcPlace Systems au milieu des années 1980. Cette idée a été adoptée par le langage de programmation Java quelque dix ans après et renommée « compilation just-in-time », ou JIT ;
- Une classe peut hériter d'une seule autre classe (héritage simple).

## Description
Smalltalk implémente, en plus des principaux objets de base (classe, objet, héritage, polymorphisme), des concepts originaux (métaclasse) et introduit la notion d'objet persistant, de traitement des exceptions et le principe modèle-vue-contrôleur. 
Une caractéristique surprenante de Smalltalk est l'absence totale d'instructions de contrôle intégrées au langage : if-then-else, for, while, etc. Toutes ces instructions sont implémentées en utilisant des objets. Par exemple, les décisions sont prises en envoyant un message ifTrue à un objet booléen, et en passant un fragment de code à exécuter si le booléen est vrai. Le seul aspect intégré par défaut est la syntaxe pour envoyer un message à un objet.
L'exemple suivant illustre le style de programmation Smalltalk. L'exécution de ce code permet de trouver les voyelles dans une chaîne. Les variables sont déclarées entre deux barres verticales |...|, : déclare les paramètres :
```
|
 aString vowels 
|

aString
 
:=
 
'This is a string'
.

vowels
 
:=
 
aString
 
select:
 [
:
aCharacter
 
|
 
aCharacter
 
isVowel
]
.

```

À la dernière ligne, la chaîne aString reçoit un message select: avec un bloc de code en argument.
Voici le code de la super-classe Collection qui fait le travail :
```
Collection
>>select:
 
aBlock

|
 newCollection 
|

newCollection
 
:=
 
self
 
species
 
new
.

self
 
do:
 [
:
each
 
|
 
    (
aBlock
 
value:
 
each
) 
        
ifTrue:
 [
newCollection
 
add:
 
each
]]
.

^
newCollection

```

Ce code répond au message en itérant au travers de ses membres (c'est la méthode do:) en évaluant le code aBlock à chaque caractère ; aBlock (aCharacter isVowel) une fois évalué crée un booléen, qui est alors envoyé à ifTrue:. Si le booléen est vrai, alors le caractère est ajouté à la chaîne qui sera retourné.
Comme select est défini dans la classe abstraite Collection, on pourrait également l'utiliser de cette façon :
```
|
 rectangles aPoint
|

rectangles
 
:=
 
OrderedCollection
 
  
with:
 (
Rectangle
 
left:
 
0
 
right:
 
10
 
top:
 
100
 
bottom:
 
200
)
  
with:
 (
Rectangle
 
left:
 
10
 
right:
 
10
 
top:
 
110
 
bottom:
 
210
)
.

aPoint
 
:=
 
Point
 
x:
 
20
 
y:
 
20
.

collisions
 
:=
 
rectangles
 
select:
 [
:
aRect
 
|
 
aRect
 
containsPoint:
 
aPoint
]
.

```

#### Didacticiels
- (en) Livres gratuits sur Smalltalk